# Associazione Sportiva Dilettantistica AVC Vogherese 1919
Maillots
L’Associazione Sportiva Dilettantistica AVC Vogherese 1919 (aussi connue sous les noms de Vogherese ou Voghera) est un club de football situé à Voghera dans la province de Pavie en Italie. 
Le club est fondé en 1919, sous le nom d'Associazione Vogherese Calcio, puis est refondé en 1959. 
Entre 1945 et 1948, l'équipe participe sous le nom de Vogherese à trois championnats de Serie B (championnat de deuxième division).
Dissous en 2013, il est de nouveau refondé en 2015 puis en 2019.

## Historique des noms
- 1919-1921 : Associazione Vogherese Calcio
- 1921-1922 : Unione Ginnastica Vogherese
- 1922-1927 : A.V.C. dell'U.G.V.
- 1927-1941 : Associazione Vogherese Calcio
- 1941-1945 : Dopolavoro Aziendale V.I.S.A.
- 1945-1958 : Associazione Vogherese Calcio
- 1958-1962 : Associazione Ragazzi Cairoli Voghera
- 1962-1973 : Associazione Calcio Voghera
- 1973-1994 : Associazione Calcio Vogherese
- 1994-2013 : Associazione Calcio Voghera
- 2015-2019 : Associazione Sportiva Dilettantistica Voghera
- 2019- : Associazione Sportiva Dilettantistica AVC Vogherese 1919